# Боздак (Мангистауская область)
Боздак (каз. Боздақ) — село в Мангистауском районе Мангистауской области Казахстана. Входит в состав Сайотесского сельского округа. Код КАТО — 474645400.

## Население
В 1999 году постоянное население в селе отсутствовало. По данным переписи 2009 года, в селе проживало 305 человек (162 мужчины и 143 женщины).